# رمسيس يونان
رمسيس يونان (المنيا 1913 - القاهرة 1966) رسام وكاتب مصري، ارتبط عمله بمجموعة الفن والحرية، وهي مجموعة سريالية مقرها القاهرة مكونة من فنانين وكتاب ومثقفين وناشطين برسالة معادية للقومية.

## الحَيَاة المبكرة والوظيفة
وُلد في أسرة قبطية مسيحية فقيرة في مَدِينَة المنيا الّتِي تبعد نحو 150 ميل (240 كـم) جَنُوب القاهرة، على الضفة الغَربيَّة لنهر النيل،  التحق بكلية الفنون الجميلة بِالقاهرة في عام 1929 قَبل أن يتركها في عام 1933 وانتقل لتدريس الرسم في المدارس الثانويّة في مختلف أنحاء مصر بَعد حصوله على شهادة تدريس في 1934،  شَارَك بشكل منتظم بَين عاميّ 1933 و1938 في صالونات الفنون الّتِي استضافتها جمعية أصدقاء الفنون الجميلة.
انضم إلى «جمعية الترويج للفن» عام 1935 وهي مجموعة أسسها الفنان حبيب جورجي تَدعُو إلى أهَمِيّة الفن في التَّعليم،  وَفِي عام 1938 نشرت الجمعيَّة كتابه الأول «غاية الرسام العصري» الّذِي حلل فِيه أَعمَال الرسام التكعيبي الفرنسي أميديه أوزنفان،  وأسس برفقة جورج حنين وإقبال العلايلي وإدمون جابس المجلة السريالية (بالفرنسية: La Part du Sable)، وَفِي 1939 أنضم رمسيس إلى جورج حنين في حَرَكَة الفن والحرية وأصبح عضوًا بارزًا فيهان وقع البيان الخاص بها «يعيش الفن المنحط!» في 22 ديسمبر 1938.

## مهنة الكتابة والرسم
حرر مجلّة المجلة الجديدة الّتِي نُشر فِيهَا بيان الفن والحرية الأول بَين عاميّ 1943 و1945. وَخِلَال هذه الفَترَة نَشر ترجماته العربيَّة الخاصة لأعمال ومقالات مِثل «كاليغولا» لألبير كامو، وطبيب ريفي لفرانز كافكا، وموسم في الجحيم [الإنجليزية] لآرثررامبو. وَفِي عام 1947 غادر مصر إلى باريس بَعد حَل منظَّمة الفن والحرية وقضاءه فَترَة قصيرة في السجن. وأقام فِيهَا لتسع سنوات، وَفِي تِلك المدة عَمَل «سكرتير تَحرِير لقسم اللغة العربيَّة في هيئة الإذاعة الفرنسيَّة». وَفِي العام ذاته شَارَك في المعارض السريالية الدولية في باريس وبراغ ووقع على البيان الجَمَاعِي الّذِي نشره السرياليون الباريسيون بعنوان (بالفرنسية: Rupture Inaugurale).
بَعد حَل منظَّمة الفن والحرية، عَمَل تغيُّر أسلوبه إلى التجريدية، وعرض مُعظم أعماله التجريدية في معرضه الفردي الأول الّذِي أُقيم عام 1948 في «غاليري نينا دوسيت» في باريس. أثر اهتمامه بالشكل والفضاء على دخوله في الفن التجريدي، وَكَذَلِك نفوره من بعض جَوَانِب السريالية كما يراها السرياليون في باريس، وقد حافظ على أسلوبه التجريدي حتَّى وفاته عام 1966، في عام 1948 نَشر حوارًا مَع جورج حنين بعنوان «ملاحظات على الزهد الهستيري - (بالفرنسية: Notes sur une ascèse hystérique)» أنتقد فِيه الآلية السريالية [الإنجليزية] بشدَّة. وقد كَان ينتقد السريالية الأوروبيّة الّتِي شعر أنَّها «متعمدة للغاية» وَلَم تسمح بالاستِخدام الكَامِل للعقل الباطن حتَّى قَبل انفصاله عَنهَا،  كما شعر أنَّها تركز على الفرد أَكثَر من اللّاَزِم، ودعا إلى مَا أشارَ إليه بـ «الواقعيَّة الذاتية» أو الفن الحر ووصفها بأنَّها «تنقيب نشط عَن اللاوعي، مُدمج بالصور المحَلِية الّتِي قد تكون مألوفة لِلمصريين، ولكنَّها ليست دكاكيرية أو قومية.» 
نُفي من فرنسا بَعد أن رفضَ إدانة الحُكومة المِصرِيَّة في الإذاعة الفرنسيَّة،  وعاد إلى القاهرة عام 1956 وفيها وَاجَه مناخًا سياسيًا وثقافيًا خانقًا بشكل متزايد، لكنّه ظَلّ مخلصًا لمبادئه وآرائه حول الفن والحرية، وَفِي عام 1960 حصل على منحة من وزارة الثقافة المِصرِيَّة أتاحت لَه تكريس وقته الكَامِل للرسم. ونشر مقالات في مجلة التطور الّتِي خلفت المجلة الجَدِيدَة الّتِي حررها في الأربعينيَّات.
عُرضت أعماله وأعمال أعضاء آخرين في الفن والحرية في قصر الفنون في القاهرة في عام 2016، كجزء من معرض متنقل طويل الأمد نظمته مؤسسة الشارقة للفنون، ووزارة الثقافة في مصر، والجامعة الأمريكية بالقاهرة.

## مؤلفاته
- «الحب الأول»، تأليف إيفان تورجنيف، ترجمة رمسيس يونان.[11]

- «غاية الرسام العصري»، مقال عَن أميدي أوزينفانت، المحرر: جمعة حبيب 1938.[12]
- «ملاحظات على الزهد الهستيري - (بالفرنسية: Notes sur une ascèse hystérique)»، حِوَار مَع جورج حنين، القاهرة، 1948.[7]
- «البعد الرابع يستحق الأول: أَعمَال غير مكتملة - (بالفرنسية: La Quatrième dimension vaut la première : œuvres incomplètes)».
- «دراسات في الفن»، القاهرة: دار الكاتب العربي، 1969.[13]

## فهرس
- «المثقف المتمرد»، صبحي الشاروني، 1992، القاهرة: الهيئة المِصرِيَّة العامة للكتاب بالتّعَاوُن مَع الجمعيَّة المِصرِيَّة لنقاد الفن التشكيلي.[14]
- «رمسيس يونان»، تَقديم بدر الدين أبو غازي، القاهرة: الهيئة المِصرِيَّة العامة للكتاب، 1978.[15]
- «رحلة مَع العقل: رمسيس يونان»، تأليف عدلي رزق الله، تقديم: إدوار الخراط، القاهرة:المَجلِس الأعلى للثقافة، 2016.[16]
- آدم بيرو ورينيه باسيرون «Dictionnaire général du surréalisme et de ses alentours»، أوفيس دو ليفر، فريبورغ - سويسرا، ومطبعة جامعة فرنسا، باريس، 1982، سيرة ذاتية لإدوارد جاغوار، الصفحة:431.[17]
- «"الفن المصرى الحديث 1910-2003 - (بالإنجليزية: Modern Egyptian Art, 1910-2003)»، تأليف:ليليان كارنوك، مطبعة الجَامِعَة الأمريكيَّة بِالقاهرة، 2005.[18]

## روابط خارجية
- www.ramsesyounan.com نسخة محفوظة 30 سبتمبر 2023 على موقع واي باك مشين.